# Maroño

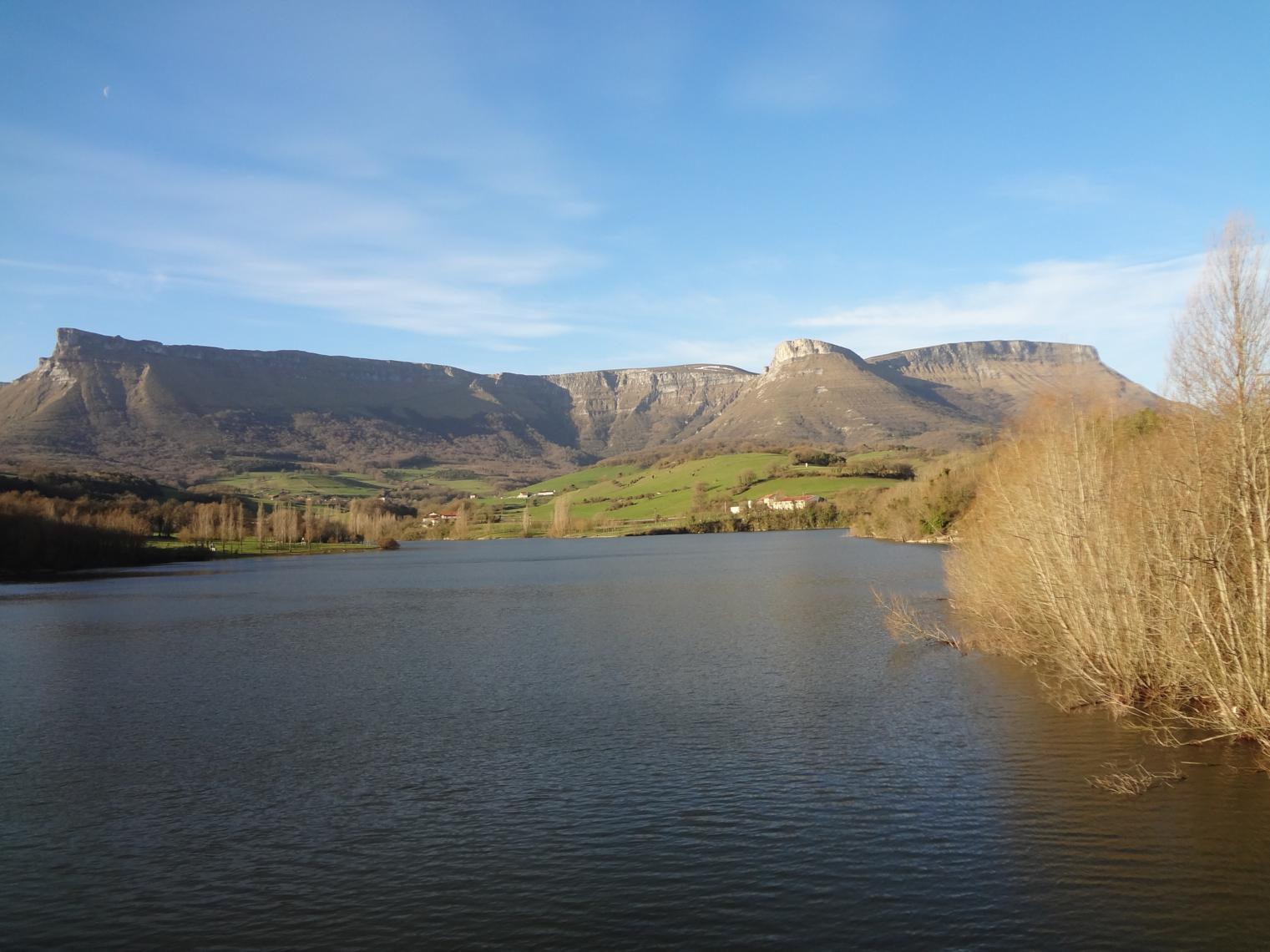
Réservoir de Maroño

Maroño est une commune ou contrée de la municipalité d'Ayala en Alava dans la Communauté autonome du Pays basque (Espagne).